# Гришино (Ярцевский район)
Гришино — деревня в Ярцевском районе Смоленской области России. Входит в состав Мушковичского сельского поселения. Население — 16 жителей (2007 год). 
Расположена в центральной части области в 11 км к западу от Ярцева, в 2 км севернее автодороги М1 «Беларусь», на берегу реки Песочня. В 7 км юго-восточнее деревни расположена железнодорожная станция Присельская на линии Москва — Минск. 

## История
В годы Великой Отечественной войны деревня была оккупирована гитлеровскими войсками в июле 1941 года, освобождена в сентябре 1943 года.